# Cremenaga
Cremenaga est une commune italienne de la province de Varèse dans la région Lombardie en Italie.

## Toponyme
Dérivé du nom latin Cremonius[réf. nécessaire], combiné au suffixe -acum, d'origine gauloise.

## Administration
| Période                                  | Période  | Identité           | Étiquette          | Qualité |
| ---------------------------------------- | -------- | ------------------ | ------------------ | ------- |
| 29/5/2006                                | En cours | Mario Della Peruta | Unione Democratica |         |
| Les données manquantes sont à compléter. |          |                    |                    |         |

### Hameaux
Sasso del Castello, Mirabello, Campagna, Monte Sette Termini (i Bedeloni), Cascina Porsù